# Skrýšov (Křečovice)
Skrýšov je místní část obce Křečovice v okrese Benešov. Osada se nachází necelý kilometr od obce Křečovice v blízkosti přírodní památky Křečovický potok. Celkem je sídlo tvořeno 11 popisnými čísly, stavbami původních zemědělských usedlostí, z nichž č.p. 2 a 7 již neexistují. Některé dochované kamenné stavby pocházejí i ze 17. století.

## Historie
První písemná zmínka o vesnici pochází z roku 1370.
Roku 1669 se majitelem panství stal svobodný pán Václav Karel Čelibský ze Soutic a na Skrýšově. Z pověstí se traduje, že zde byla skrýš pokladu jednoho loupeživého rytíře a odtud se vzalo i místní pojmenování. Historický název Skregschow se začal užívat pro osadu v blízkosti původní úvozové cesty spojující Křečovice a Suchdol již dříve. Současná asfaltová komunikace vede již ale středem osady, mimo původní historickou cestu a kopíruje pěšinu, kterou místní navštěvovali křečovickou farnost. V roce 1816 čítala osada již 9 usedlostí.

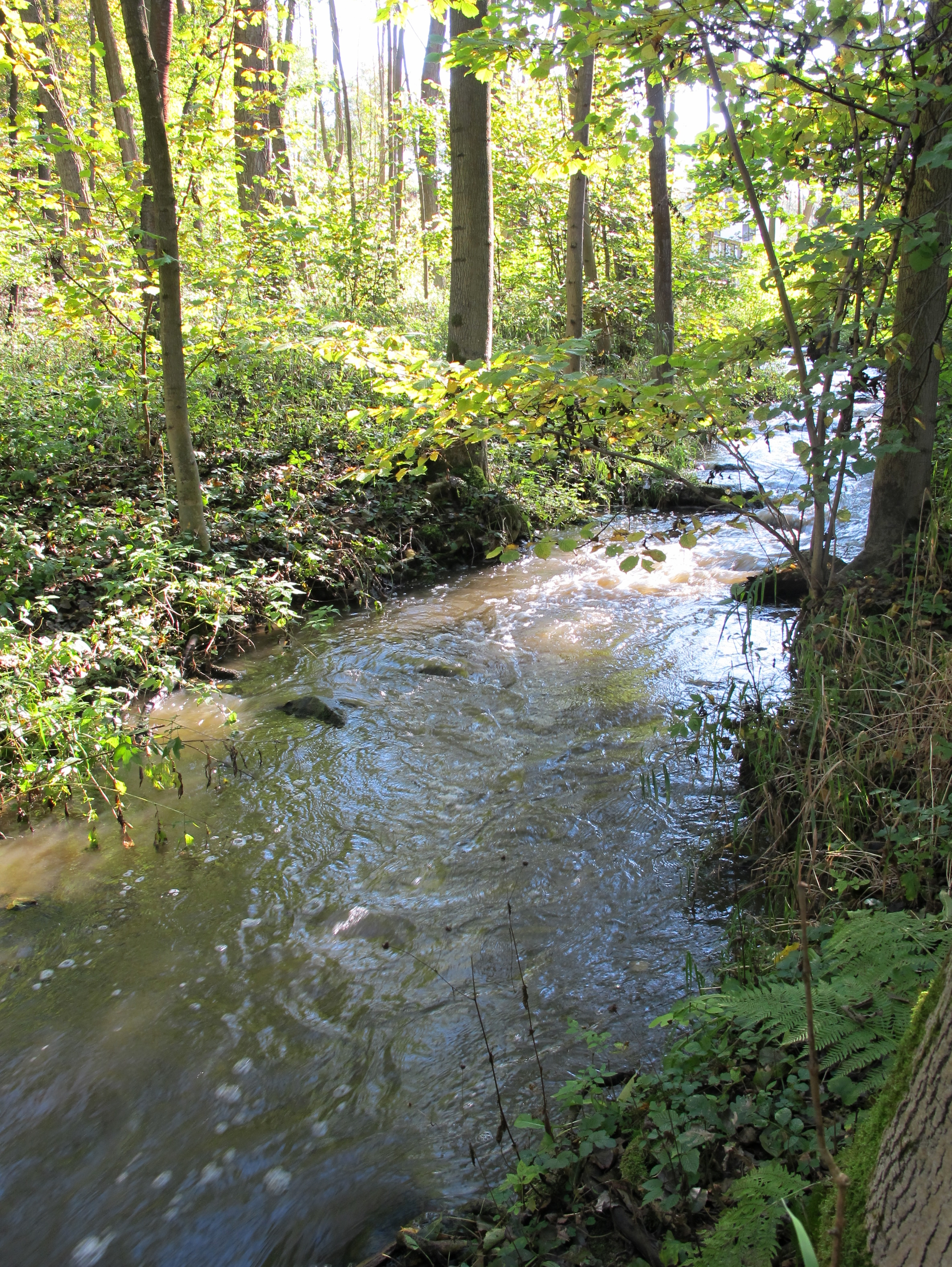
Přírodní památka Křečovický potok

V době okupace se obyvatelé obce museli do 31. prosince 1943 vystěhovat a oblast se stala součástí výcvikového prostoru jednotek SS, které zde v roce 1945 při ústupu před Rudou armádou prý ukryly část válečné kořisti, která možná čeká na své objevení.

## Přírodní poměry
- Přírodní památka Křečovický potok